# Gabriele Francesco Farnese

Stemma Farnese

Gabriele Francesco Farnese (1420 circa – Viterbo, 1475) è stato un nobile e militare italiano.

## Biografia
Figlio di Ranuccio di Pietro e Agnese Monaldeschi, nacque probabilmente tra il secondo e il terzo decennio del XV secolo. In gioventù conobbe l'ascesa economica e culturale della sua famiglia.
Nel 1442, quando sposò Isabella di Aldobrandino II Orsini, figlia del conte di Pitigliano, entrò a far parte della politica di famiglia. Questo matrimonio non solo risolse i conflitti tra queste due famiglie, ma segnò anche l'inizio dell'integrazione della famiglia nell'antica nobiltà romana.
Nel 1454 sostenne il padre di sua moglie, il conte di Pitigliano, nel conflitto armato con Siena. Ciò mise momentaneamente a dura prova i buoni rapporti della famiglia Farnese con Siena. Seguendo la secolare usanza della famiglia, si occupò del commercio delle armi e, oltre a Siena, fu anche il capo dell'esercito pontificio nelle azioni armate nella zona. Insieme ai suoi fratelli Pierluigi e Angelo, continuò l'opera del padre e si adoperò per un ampliamento del dominio territoriale. I fratelli sono riusciti a consolidare e sviluppare i rapporti, rispettando la premura del padre di assicurare l'indivisibilità dell'amministrazione. Dopo la morte di Angelo, il suo diritto ereditario fu trasferito a Gabriele Francesco, evitando così la frammentazione. Questa era la base della ricchezza e del potere per le generazioni future.
Ranuccio di Pietro diede ai suoi figli col testamento del 2 luglio 1450 le terre e i castelli di Ischia, Tessennano, Cellere, Piasano, Valentano, Capodimonte, Marta, le isole di Martana e Bisentina, Canino, Gradoli, Badia al Ponte e Musignano oltre ad altri beni ed immobili. Papa Callisto III confermò a lui e ai suoi fratelli metà dei diritti del vicariato i castelli di Canino, Gradoli e Badia come Ponte. La restante metà fu interamente rilevata da Antonio Piccolomini, nipote di papa Pio II, per 5000 Fiorini nel 1464. Nel novembre dello stesso anno il neoeletto papa Paolo III Farnese e il cugino Pier Bertoldo, figlio di Bartolomeo fratello di Ranuccio, insieme ai diritti più antichi, riaffermarono le terre e i castelli di Valentano, Latera, Tessennano e Piansano.
Nel maggio 1461, insieme a Pierluigi, poté riacquistare i diritti sul castello di Marte da Pio II contro un credito di 6000 Fiorini alla Camera Apostolica e rafforzare il suo governo territoriale. Grazie al suo buon prestigio, riuscì a fare da pacificatore tra gli orvietani e i loro "Comitatini" nel 1473 e soppresse un'insurrezione in città l'anno successivo. Questo gli diede l'immunità all'interno del comune di Orvieto. Abitò nel palazzo di famiglia nella parrocchia di Viterbo e quando morì alla fine del 1475, la parrocchia decise di assistere ai suoi funerali.
Insieme al fratello Pierluigi ha anche potuto ampliare e mantenere la rete di relazioni. Gli ottimi rapporti con i Piccolomini furono rafforzati dal matrimonio della figlia Agnese con Andrea di Nanni Piccolomini Todeschini. Due anni prima, la figlia del defunto fratello Angelo, Francesca, era stata sposata con il conte Guidi di Buoso Attendolo Sforza con una dote di 3000 Fiorini. Con questo si acquisì una nuova relazione nella Pianura Padana cui era destinato il figlio Ranuccio, che sposò Ippolita di Federico Pallavicino. Con i Medici e Firenze i rapporti erano già rafforzati dal padre Ranuccio, che aveva fatto un enorme investimento (circa 11.000 Fiorini) nel debito pubblico fiorentino. I figli di Ranuccio ne godettero a lungo dei benefici e del sostegno, soprattutto quando Gabriele Francesco raccomandò il giovane figlio Ranuccio a Lorenzo il Magnifico, quando questi stava iniziando la carriera militare a metà degli anni '70.

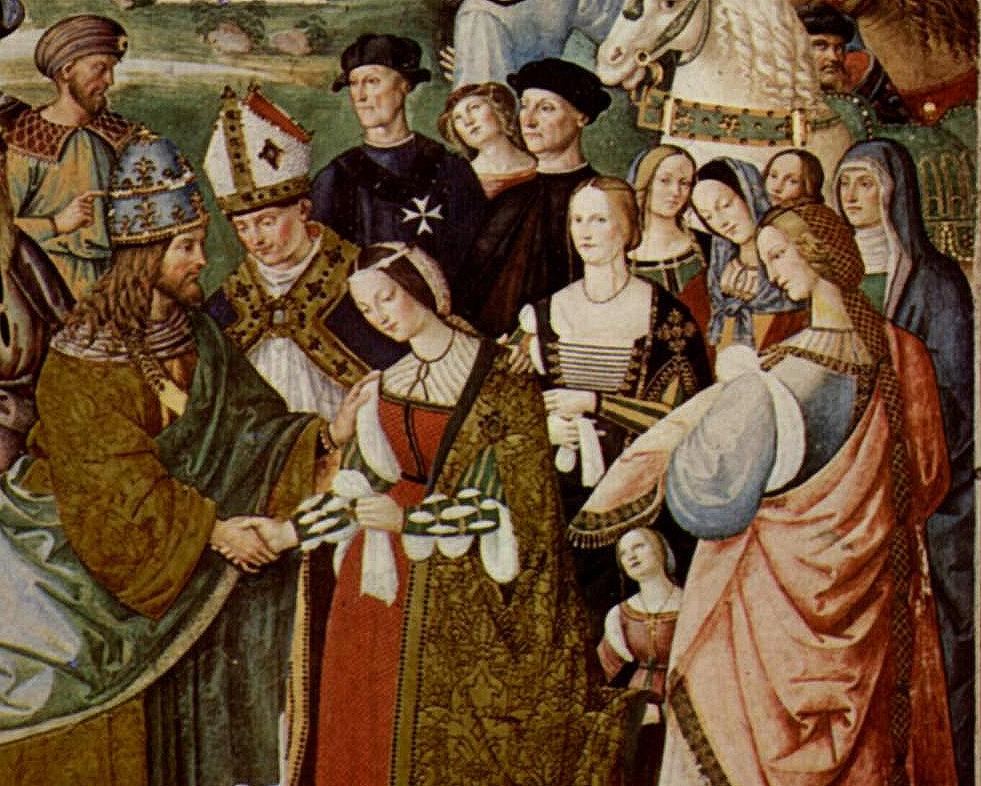
Pinturicchio, Agnese Farnese e Andrea Piccolomini Todeschini.

## Discendenza
- Ranuccio (?-1495), condottiero, morto nella battaglia di Fornovo.[1] Sposò Ippolita Pallavicino.

Gabriele Francesco ebbe probabilmente un'altra figlia da Isabella Orsini - oltre ad Agnese (-1509) e Ranuccio - che sposò Sigismondo Castellottieri nel 1480 e di cui non si conosce il nome, nonché un altro figlio, Paolo, che fu protonotario apostolico.